# بمب‌گذاری در اتوبوس شموئل هاناوی
یک بمب‌گذاری انتحاری در یک اتوبوس عمومی شلوغ در محله شموئل هاناوی در اورشلیم در ۱۹ اوت ۲۰۰۳ رخ داد. بیست و چهار نفر کشته و بیش از ۱۳۰ نفر زخمی شدند. بسیاری از قربانیان کودک و برخی از آن‌ها نوزاد بودند. گروه اسلامگرای حماس مسئولیت این حمله را بر عهده گرفت.

## حمله
در ۱۹ اوت ۲۰۰۳ (۲۲ آو ۵۷۶۳)، یک بمب‌گذار انتحاری حماس که توسط سازمان الخلیل فرستاده شده بود، خود را به شکل یک یهودی حریدی درآورده و خود را در اتوبوس شماره ۲ ایگد که از محله شموئل هاناوی اورشلیم در حال حرکت بود، منفجر کرد. او پس از ورود به در پشتی خود را منفجر کرد. اتوبوس دوبل مملو از کودکان یهودی ارتدوکس بود که از بازدید از دیوار غربی برمی‌گشتند. علاوه بر عامل این انفجار مهیب، ۷ کودک و ۱۶ بزرگسال از جمله یک زن هشت‌ماهه باردار نیز کشته شدند و بیش از ۱۳۰ نفر مجروح شدند. بمب دارای بلبرینگ‌هایی برای افزایش جراحات در اتوبوس شلوغ بود. حماس گفت که بمب‌گذار یک واعظ مسجد ۲۹ ساله از شهر الخلیل بود.
از آنجایی که بسیاری از کشته‌شدگان و مجروحان کودک بودند رسانه‌ها آن را «اتوبوس کودکان» نامیدند. بر اساس گزارش آسوشیتدپرس:
کالسکه‌ها در نزدیکی اتوبوس آسیب دیده پراکنده شده بودند، پزشکان کودکان را با صورت‌های آغشته به خون با خود بردند و یک نوزاد دختر قبل از اینکه پزشکان بتوانند والدینش را پیدا کنند در بیمارستان جان باخت. حداقل پنج کودک در میان ۱۸ کشته بمب‌گذاری انتحاری روز سه شنبه توسط ستیزه‌جوی فلسطینی بودند که خود را در اتوبوسی در اورشلیم منفجر کرد. ۴۰ کودک در میان بیش از ۱۰۰ نفر زخمی بودند. این حمله صدمین بمب‌گذاری انتحاری فلسطینی‌ها علیه اسرائیل از زمان آغاز آخرین دور نبرد در سپتامبر ۲۰۰۰ بود. بیشتر قربانیان در لیست سن کمی دارند و دولت گفت که انتخاب هدف با خونسردی تمام انجام شده.

## عاملان
حماس و جهاد اسلامی هر دو مسئولیت این حمله را بر عهده گرفتند. به گفته طارق علی، با این حال، این بمب‌گذاری توسط «یک خودخوانده حماس از الخلیل انجام شد که توسط رهبری رسمی انکار و محکوم شده بود.» این حمله به صلح یا هدنه‌ای که در ژوئیه ۲۰۰۳ اعلام شده بود، پایان داد. جورج دبلیو بوش، رئیس‌جمهور ایالات متحده، به خانواده قربانیان تسلیت گفت. کمیسیون اروپا همچنین آنچه را که «حمله تروریستی ویرانگر» خواند، محکوم کرد و از تشکیلات خودگردان فلسطین خواست تا برای توقف چنین اقداماتی مداخله کند:
کمیسیون اروپا حمله تروریستی ویرانگر شب گذشته در اورشلیم را به شدت محکوم می‌کند و صمیمانه همدردی خود را با خانواده قربانیان و دولت اسرائیل ابراز می‌دارد. این حمله به تمام نیروهایی است که برای صلح تلاش می‌کنند. کمیسیون اروپا از تشکیلات خودگردان فلسطین می‌خواهد تا تمام توان خود را برای جلوگیری از چنین اقدام خشونت‌آمیز غیرقابل قبول و غیرقابل توجیهی انجام دهد و از تشکیلات خودگردان و دولت اسرائیل می‌خواهد تا گفتگو و تلاش‌های مشترک خود را برای صلح، همان‌طور که در نقشه راه مشخص شده است، دنبال کنند.

## عواقب
پس از این حمله، نیروهای اسرائیلی ۱۷ فلسطینی مظنون به عضویت در حماس را دستگیر کردند، از جمله چند تن از بستگان بمب‌گذار، در حالی که اسماعیل ابوشنب از فرماندهان حماس و دو محافظش در حمله موشکی بالگرد اسرائیلی در غزه کشته شدند.
در سال ۲۰۰۴ یک لوح یادبود برای قربانیان در محله بیت ییسرائیل در اورشلیم نصب شد. نام تنها قربانی غیریهودی، ماریا آنتونیا رسلاس، جدا از نام سایر قربانیان حک شده بود، به جای عنوان «قدیس» (کادوش) که برای یهودیان استفاده می‌شد، عنوان «خانم» برای اون حک شده که منجر به بحث‌هایی شد.